# Behrensdorf
Behrensdorf là một đô thị thuộc huyện Plön, trong bang Schleswig-Holstein, nước Đức. Đô thị Behrensdorf có diện tích 20,85 km², dân số thời điểm 31 tháng 12 năm 2006 là 623 người.